# Bashar Resan
Bashar Resan Bonyan (arab. بشار رسن; ur. 22 grudnia 1996 w Bagdadzie) – iracki piłkarz grający na pozycji ofensywnego pomocnika. Od 2018 jest zawodnikiem klubu Persepolis FC.

## Kariera piłkarska
Swoją karierę piłkarską Resan rozpoczął w klubie Al-Quwa Al-Jawiya, w którym w 2010 roku zadebiutował w pierwszej lidze irackiej. W sezonie 2014/2015 wywalczył z nim wicemistrzostwo Iraku, a w sezonie 2015/2016 zdobył Puchar Iraku. W sezonie 2016/2017 został mistrzem tego kraju.
W 2017 roku Resan przeszedł do irańskiego klubu Persepolis FC. Zadebiutował w nim 17 września 2017 w przegranym 0:1 domowym meczu z Pajkanem Teheran.

## Kariera reprezentacyjna
W reprezentacji Iraku Resan zadebiutował 4 września 2014 w przegranym 0:2 towarzyskim meczu z Peru. W 2019 roku został powołany do kadry na Puchar Azji.